# Selaginella marginata
Selaginella marginata är en mosslummerväxtart som först beskrevs av Alexander von Humboldt, Amp; Bonpl. och Carl Ludwig von Willdenow, och fick sitt nu gällande namn av Antoine Frédéric Spring. Selaginella marginata ingår i släktet mosslumrar, och familjen mosslummerväxter. Inga underarter finns listade i Catalogue of Life.